# Úľanská mokraď
Úľanská mokraď este o arie protejată (arie de protecție specială avifaunistică — SPA) din Slovacia întinsă pe o suprafață de 18.173,91 ha, integral pe uscat.

## Localizare
Centrul sitului Úľanská mokraď este situat la coordonatele 48°15′54″N 17°33′41″E / 48.265138°N 17.561294°E.

## Înființare
Situl Úľanská mokraď a fost declarat arie de protecție specială avifaunistică în iulie 2003 pentru a proteja 8 specii de animale.

## Biodiversitate
Situată în ecoregiunea panonică, aria protejată nu include niciun habitat protejat.
La baza desemnării sitului se află mai multe specii protejate de  păsări (8): erete de stuf (Circus aeruginosus), erete cenușiu (Circus pygargus), prepeliță (Coturnix coturnix), șoim dunărean (Falco cherrug), vânturel de seară (Falco vespertinus), ciocârlan (Galerida cristata), stârc pitic (Ixobrychus minutus), gaia neagră (Milvus migrans).